# 黃正雄
黃正雄（1939年11月14日—2022年9月27日），臺南市七股區人，臺灣政治人物，曾任高雄市政府建設局局長，後代表中國國民黨在高雄市選區當選為第一屆第五次增額立法委員。

## 簡介
黃正雄於1939年出身台南七股的養殖漁業世家，39歲那年出任國民黨彰化縣黨部主委，也曾在許水德手下當過高雄市建設局長。他曾有三個「副秘書長」頭銜，當過高雄市副秘書長、國民黨副秘書長和總統府副秘書長。
在地方人脈上，他廣結善緣。黃正雄被視為交際手腕高，談吐儒雅，三教九流都能結交，家中古玩盆栽甚豐，頭腦清晰冷靜，是黨工人員中非常厲害的角色。在台灣地方派系上，黃正雄被視為屬「海派」。1985年臺南縣長選舉中，時任高雄市建設局長的黃正雄一度代表「海派」爭取國民黨提名。然而在國民黨開放競選下，被視為對「山派」的胡雅雄有利。黃正雄在不滿下最終力挺「海派」的李雅樵與胡雅雄一決雌雄。政壇上雖被歸類李連人馬，但他說，宋楚瑜也曾是他的「頭家」，宋在當省長時，他擔任省府委員。
不管是黨、政副秘書長，還是省府委員，雲嘉南地區事務一直都是黃正雄熟悉的。馬英九上任總統後，找過黃正雄十二次，2011年初延聘他為總統府資政。

## 荣誉

### 中华民国勋章奖章
- 二等卿云勋章（1999年11月18日批准[5]，同日于台北总统府颁授[6]）

## 家族
- 其弟黃正安，曾以無黨籍身分連任二屆立委。全仗黃正雄居中應策。[4]